# 日野悠平
日野 悠平（ひの ゆうへい、Yuhei HINO, 1986年9月23日─）は、日本の作曲家、編曲家、ピアニスト、クラシック・ギター奏者。新潟県出身。日本大学芸術学部音楽学科講師。

## 来歴
1986年、新潟県に生まれる。日本大学芸術学部音楽学科作曲コース卒業後、同大学院芸術学研究科音楽芸術専攻博士前期課程修了。
テレビ番組、舞台や映像の劇伴音楽、CM音楽、ゲーム音楽やタレント・アーティストへの歌モノなどの楽曲提供を中心に、ジャンルの枠にとらわれない様々な作曲スタイルで音楽活動を行っている。
また、現代音楽の創作も並行して行っており、オーケストラ作品、室内楽作品をはじめ、精力的に作品を出品している。
教員免許・音楽（専修） を取得している。
2017年、株式会社コロプラ入社。クイズRPG 魔法使いと黒猫のウィズや白猫プロジェクトなど数多くの同社のゲームタイトルの作曲を手がける。
2022年、株式会社コロプラを退社。
2023年、日本大学芸術学部音楽学科作曲理論コース講師。

## 主な作品

### 舞台
- GANRYUJIMA　（2010年7月、SPACE107）　音楽担当
- この部屋の片隅で　（2011年10月、荻窪魁ホール）　音楽担当
- 新春戦国鍋祭 〜あんまりはしゃぎすぎると討たれちゃうよ〜 （2011年1月、サンシャイン劇場/シアタードラマシティ）　DVD音楽担当
- 大江戸鍋祭 〜あんまりはしゃぎすぎると討たれちゃうよ〜　（2012年12月、明治座・梅田芸術劇場メインホール）　音楽担当
- 不思議な町の王子様　（2012年1月、シアターサンモール）　音楽担当
- 僕等の図書室〜みんなで読書会〜　（2012年4月、シアタードラマシティ）　音楽担当／ピアノ演奏
- MACBETH　（2012年8月、ラフォーレミュージアム原宿）　音楽担当
- 僕等の図書室2〜みんなで読書会〜 （2012年9月、パルコ劇場/シアタードラマシティ） 音楽担当／ピアノ演奏
- 世界は僕のCUBEで造られる　（2012年11月、吉祥寺シアター）　音楽担当
- 眠れぬ町の王子様　（2012年11月、全労済ホール／スペース・ゼロ）　音楽担当
- ドリームジャンボ宝ぶね　（2013年1月、青山劇場／梅田芸術劇場メインホール）　音楽担当
- ぼくとしょ平成24年度終業式　（2013年2月、日本青年館大ホール）　音楽担当／ピアノ演奏
- 不思議な町の王子様　-2nd Stage-　（2013年2月、シアターサンモール）　音楽担当
- 危機之介御免 （2013年4月、池袋シアターグリーンBIG TREE THEATER）　音楽担当
- 刑事・ル　（2013年7月、全労済ホール／スペースゼロ）　音楽担当
- 鬼切丸　（2013年8月、吉祥寺シアター）　音楽担当
- 眠れぬ町の王子様2　（2013年8月、シアターサンモール　音楽担当
- のぶニャがの野望　（2013年10月、六行会ホール）　音楽担当
- 僕等の図書室3 〜みんなで読書会〜 （2014年5月、銀座ブロッサムホール／シアタードラマシティ）　音楽担当／ピアノ演奏
- 源氏物語 〜夢浮橋〜 （2014年9月、KAAT神奈川芸術劇場大スタジオ）　音楽担当
- のぶニャがの野望弐（にゃん） （2014年11月、シアターサンモール） 音楽担当
- 聖☆明治座・るの祭典～あんまりカブりすぎると怒られちゃうよ～ （2014年12月、明治座・梅田芸術劇場メインホール） 音楽担当
- る・コン～あんなこと、こんなことあったでSHOW～ （2014年12月、明治座）　音楽担当
- 鬼切丸　（2015年1-2月、あうるすぽっと）　音楽担当
- 遠ざかるネバーランド　（2015年3月、東京芸術劇場シアターウエスト）　音楽担当
- 滝口炎上　（2015年5月、明治座）　音楽担当
- 芥川龍之介の恋　（2015年8月、JZ Brat SOUND OF TOKYO）　音楽担当／ピアノ演奏

### テレビ・映像
- NHK教育フェア2009（NHK文化祭）
  - 理科×クロスメディア　音楽担当
  - ケータイカガク 生命とは・・・　音楽担当
- TVシンポジウム　（NHK教育テレビジョン）
- NHK DVD/BD
  - 鎌倉百景 ～寺社と路、季節を巡る古都の旅～
  - 世界遺産 小笠原諸島 “東洋のガラパゴス” 神秘の島々を巡る旅
- 3D street art famorie　音楽担当
- 何もない島　（web絵本サイト ストーリーゲート）
- おやすみちゃんねる （Bee TV）
- 阪急阪神第一ホテルグループDVD 電車の見えるホテル
- NHK-DVD 宇宙科学の聖地 ～日本の宇宙科学の発展と功績を辿る旅～
- NHK-BD 星空絶景　～名風景の夜空を彩る星～
- 都議会中継 フィラー映像 （TOKYO MXTV）
- THE MUSIC DAY （日本テレビ）
- サイエンスチャンネル 日本再生 （CS/ストリーミング放送）
- かがやきの方程式 樫木裕実のスマイルカーヴィー （NHK BSプレミアム）
- TVシンポジウム　神戸 -認知症フォーラム（NHK Eテレ）
- TV・局中法度!（2012年10月-2013年3月、テレビ神奈川ほか）　局中音楽館LIVE ～幕末フェスティバル～（局中TAISHI/Overture）楽曲提供
- 3D street art famorie2013 -聖夜の魔法のボール-　音楽担当
- 鏡の国のアリス　音楽担当
- 俺の地図帳（2014年4月-　読売テレビほか）　音楽担当
- 宇和島伊達400年祭 3Dプロジェクションマッピング　音楽担当

### CM
- 空建築家工房　音楽担当
- サンガーデンエクステリア　音楽担当
- レマコム　音楽担当

### その他
- ザ・ロックアップ 定期イベント、店内BGM音楽提供